# Vladimir Niyonkuru
Vladimir Niyonkuru (* 21. Juli 1983 in Bujumbura) ist ein burundischer ehemaliger Fußballtorhüter.

## Karriere

### Verein
Niyonkoru begann seine Karriere beim Vital’O FC in seinem Heimatland, wechselte zur Saison 2004/05 zu AS Inter Star und konnte mit seinem neuen Klub die Burundi Premier League gewinnen. Trotzdem entschied sich Niyonkuru nach einem Jahr den Verein in Richtung Ruanda, zu Rayon Sports zu verlassen. Mit Rayon startete der Torhüter im CAF Confederation Cup. Allerdings schied das Team bereits nach der ersten Runde aus. Seit Juli 2008 spielt er in Tansania bei Azzam United.

### Nationalmannschaft
Er bestritt darüber hinaus mindestens 25 Spiele für die Nationalmannschaft Burundis.

## Erfolge
- Gewinner der Burundi Premier League mit AS Inter Star: 2005